# Level 26
Level 26 é uma série literária estadunidense de três narrativas de suspense, escrita por Anthony E. Zuiker e Duane Swierczynski e publicada pela E. P. Dutton durante 2009 e 2013. A trilogia mistura elementos reais e virtuais, com a produção de vídeos que foram expostos no site oficial, sob a protagonização de Daniel Browning Smith.
Os três livros dessa série são Level 26: Dark Origins, Level 26: Dark Prophecy e Level 26: Dark Revelations; em português, respectivamente, Grau 26: A Origem do Mal (ou simplesmente Grau 26), Grau 26: A Profecia de Dark e Grau 26: As Revelações de Dark.